# (1154) Astronomia
(1154) Astronomia est un astéroïde de la ceinture principale découvert en 1927 par Karl Wilhelm Reinmuth à l'observatoire du Königstuhl.
L'origine du nom est l'astronomie.

## Compléments